# Kessleria insulella
Kessleria insulella is een vlinder uit de familie van de stippelmotten (Yponomeutidae). De wetenschappelijke naam van de soort werd in 1977 gepubliceerd door S. Moriuti.